# Сідар-Глен-Вест (Нью-Джерсі)
Сідар-Глен-Вест (англ. Cedar Glen West) — переписна місцевість (CDP) в США, в окрузі Оушен штату Нью-Джерсі. Населення — 1379 осіб (2020).

## Географія
Сідар-Глен-Вест розташований за координатами 40°2′17″ пн. ш. 74°17′9″ зх. д. / 40.03806° пн. ш. 74.28583° зх. д. (40.038163, -74.285750).  За даними Бюро перепису населення США в 2010 році переписна місцевість мала площу 2,77 км², з яких 2,74 км² — суходіл та 0,03 км² — водойми.

## Демографія
Згідно з переписом 2010 року, у переписній місцевості мешкало 1267 осіб у 812 домогосподарствах у складі 300 родин. Густота населення становила 457 осіб/км².  Було 985 помешкань (355/км²).
Расовий склад населення:
| - 97,2 % — білих - 0,8 % — чорних або афроамериканців - 0,3 % — азіатів - 0,2 % — корінних американців |

До двох чи більше рас належало 0,7 %. Частка іспаномовних становила 2,4 % від усіх жителів.
За віковим діапазоном населення розподілялося таким чином: 7,2 % — особи молодші 18 років, 34,6 % — особи у віці 18—64 років, 58,2 % — особи у віці 65 років та старші. Медіана віку мешканця становила 68,9 року. На 100 осіб жіночої статі у переписній місцевості припадало 62,2 чоловіків;  на 100 жінок у віці від 18 років та старших — 60,4 чоловіків також старших 18 років.
Середній дохід на одне домашнє господарство  становив 51 175 доларів США (медіана — 33 000), а середній дохід на одну сім'ю — 69 872 долари (медіана — 63 889). 
Цивільне працевлаштоване населення становило 371 осіб. Основні галузі зайнятості: освіта, охорона здоров'я та соціальна допомога — 27,8 %, мистецтво, розваги та відпочинок — 14,3 %, фінанси, страхування та нерухомість — 10,5 %, виробництво — 7,8 %.